# フランシスコ・サレジオ
フランシスコ・サレジオ（イタリア語 Francesco di Sales (Salesio), フランス語 François de Sales, 1567年8月21日 - 1622年12月28日）は、カトリック教会・聖公会の聖人。ジュネーヴ（現スイス）の司教。
17世紀の宗教改革の困難な時代にあって、カトリック教会の司牧者として大きな働きをした。
著作をよくしたことから作家、ジャーナリストの守護聖人でもある。著作としては「信心生活入門」などが有名。
貧者の友としても知られている。フランシスコ・サレジオの記念日は1月24日。

## 生涯
サレジオはイタリア語で「サール（地名） Sales の」という意味。現代イタリア語ではフランチェスコ・ディ・サレスとするのが一般的で、フランス語読みではフランソワ・ド・サールとなる。当時の南フランスからスイス、北イタリアはサヴォイア家の領土であった。彼はサヴォイア地方の貴族の家に生まれ、自由学芸を修めたあとでアヌシーや名門パリ大学で法学を学んでいたが、周囲の期待を裏切り、世俗の栄達を捨ててカトリック司祭になる道を選んだ。
宗教改革期、ジュネーヴはカルヴァン派の拠点となっていたため、カトリックのジュネーヴ司教はアヌシー滞在を余儀なくされていた。この時代にジュネーヴ司教となったフランシスコは、困難な状況にあっても熱心な説教やわかりやすく書かれた著作によって活躍し、優れた精神的指導者として名声を得た。1610年には霊的指導者をしていたシャンタルの聖フラシスカと共に女子修道会「聖母訪問会」を設立した。
1622年12月28日、サヴォイア公の随員として訪れたリヨンで客死。長く活躍したアヌシーに葬られ、今でもその墓がアヌシーにある。1661年、列福。1665年、列聖。1877年にはピウス9世によって「教会博士」とされた。

## サレジオ会
19世紀、北イタリアのトリノで活躍した司祭ヨハネ・ボスコは自らの修道会の名前をフランシスコ・サレジオにちなんでサレジオ会とした。これはフランシスコがサヴォイアゆかりの聖人であるだけでなく、彼の柔和な人柄、著作による宣教活動、貧しい人々への共感などにヨハネ・ボスコが大きな影響を受けていたからであった。